# Adrián Richeze
Adrián Ezequiel Richeze Araquistain (Buenos Aires, 29 de abril de 1989) es una ciclista profesional argentino de ruta. Actualmente corre para el equipo argentino Transporte Puertas de Cuyo de categoría Continental.
Adrián es hermano menor de los sprinters argentinos Maximiliano Richeze y Mauro Richeze.

## Palmarés
2008 
- La Bolghera, Italia

2009 
- Coppa Ardigó, Italia
- Trofeo Lampre, Italia

2012 
- Gran Premio San Juan, España
- Prueba San Juan, España
- Trofeo Bahamontes, España

2015 
- 1 etapa de Doble Bragado
- Mendoza-San Juan, Argentina

2016 
- Clásica Primero de Mayo, Argentina
- Doble Calingasta, más 2 etapas, Argentina
- 2.º en el Campeonato de Argentina en Ruta

2017 
- Doble Difunta Correa, Argentina

2018 
- 1 etapa de la Vuelta Ciclista del Uruguay

2019 
- 1 etapa de la Vuelta Ciclista del Uruguay

## Equipos
- Filmop Sorelle Ramonda Bottoli Parolin (2008)
- Bottoli Nordelettrica Ramonda (2009)
- Reale Mutua - ORT (2010)
- Team Nippo - De Rosa (2013)
- Sprint Haupt (2014)
- Asociación Civil Agrupación Virgen de Fátima (2015)
- Forjar Salud - CKT - Monton (2015)
- Asociación Civil Agrupación Virgen de Fátima (2016-2019)
- Transporte Puertas de Cuyo (2020)